# Convento de Nuestra Señora de la Concepción (Pedroche)
El convento de Nuestra Señora de la Concepción, de Pedroche (Córdoba, España), es un edificio conventual de arquitectura mudéjar del Quinientos. En el siglo XVIII se le agregó la espadaña, en 1942, tras la restauración surgida por los destrozos a causa de la guerra civil, un nuevo retablo mayor y, en 1956, el pozo de estilo neobarroco del claustro del aljibe.
Fundado en 1524 a petición de los vecinos, tiene su origen en un Beaterio de mujeres, donde se recogían para rezar a finales del siglo XV junto a la ermita de Santa María del Castillo. Beaterio que, en 1524, se fundó como convento, a petición del pueblo, por monjas de Santa Clara de la Columna de Belalcázar, tras la aceptación de la constitución y reglas de la orden, enviadas por el Convento de la Concepción de Toledo, siendo sufragados los gastos de construcción del nuevo edificio por los vecinos, especialmente por Simón Ruiz y Antón García. Esta vinculación y colaboración permanece a lo largo de su historia, viviendo la comunidad de donaciones particulares tras la Desamortización de Mendizábal en el XIX y sirviendo de refugio en los sucesos revolucionarios de la guerra civil. 
El inmueble, por su ubicación en el núcleo histórico, junto a la Iglesia Parroquial y la Ermita de Santa María del Castillo, en cuyo entorno se ha desarrollado y ampliado la población, presenta unos importantes valores urbanísticos, dando lugar a la nomenclatura y creación de varias calles.

## Descripción
El edificio, de acuerdo con las pautas usuales de las fundaciones tardomedievales, debió levantarse sin un proyecto previo, sino que se fueron construyendo a medida que aumentaban las necesidades de la comunidad. De las estancias originales, aunque actualmente están arruinadas y en desuso, se identifican, el compás, el refectorio, las cocinas, escalera principal, claustro del aljibe, corrales, huerta y cementerio.
El acceso principal del convento se realiza mediante portada que se abre directamente a la calle Francisco Botello y conecta con el compás. Está realizada con sillares de granito y compuesta por un arco geminado invertido, con rosca moldurada y despiece de dovelas, se enmarca con alfiz y apoya sobre pilastras adosadas lisas. El compás es un espacio rectangular al que se abre, en el lado norte, una galería con seis arcos de medio punto sobre pilares de granito con capitel troncocónico. A esta galería se abren dos portadas, también de granito, la primera resuelta mediante un sencillo arco de medio punto y la segunda mediante un arco entre molduras enmarcado por alfíz de tradición mudéjar. Frente a este pórtico se encuentra la puerta de entrada al templo.
La Iglesia y el convento se comunican a través de una amplia estancia dividida longitudinalmente por una doble arcada de medio punto peraltada sobre columna de granito. Se continúa en forma de L hacia el ámbito contiguo, situado a un nivel inferior a través de tres escalones. Este espacio, se conoce con el nombre de «los corredores» y desemboca en la llamada «sala de la escalera», desde el que se accede al claustro del aljibe, refectorio, cocina, escalera y dependencias de planta alta. El arranque de la escalera se realiza a través de un arco escarzano construido con sillares de granito. La escalera es de dos tramos en escuadra, con meseta central y cubierta de techumbre de alfarjes, los peldaños son de granito de una sola pieza.
El refectorio es de planta rectangular, se encuentra acompasado por tres arcos carpaneles en diafragma de granito, según es común en muchas construcciones serranas. Conecta directamente con la zona de cocina, despensa, pozo, huerto y claustro del aljibe.
El claustro del Aljibe es un gran espacio irregular ajardinados con frutales (granados, limoneros, etc.), árboles y arbustos aromáticos, como jaras y laurel y plantas decorativas, como rosales, está acotado al SO por el cementerio, por dos pequeños corrales y por un cuerpo longitudinal de dos plantas con galería de arcos de arcos de medio punto rebajado con alfíz de tradición mudéjar, donde se ubicaban las antiguas celdas. En este claustro existe un brocal de pozo fechado en 1956 de estilo neobarroco.
Al Oeste se desarrolla el gran espacio antes destinado a la antigua huerta actualmente es un espacio segmentado en dos por un murete que le separa del edificio moderno de la clausura, construido en el siglo XX por la malas condiciones habitacionales del antiguo convento.
La Iglesia, situada transversalmente con respecto al exterior, es de las denominadas de cajón, de una sola nave con sencilla cubierta de armadura de par y nudillo, y presbiterio cubierto con cúpula sobre pechinas decoradas con pinturas alusivas a la Pasión de Cristo y a la Compasión de María. A los pies se encuentra el coro, dividido en coro bajo y alto. El coro bajo es de planta trapezoidal, cubierto con sencillo alfarje de madera reforzado en el centro por una columnita de hierro forjado, a través de él se accede a las dependencias conventuales. El coro alto, cuya cubierta es continuación de la de la nave, conecta directamente con el cuerpo de las antiguas celdas. La conexión con la calle se realiza mediante una portada abierta en el muro de la Epístola, compuesta por un sobrio vano adintelado de sillares de granito.